# Telerop 2009 – Es ist noch was zu retten
Telerop 2009 – Es ist noch was zu retten ist eine deutsche Science-Fiction-Fernsehserie. Sie entstand unter der Regie von Eberhard Itzenplitz oder Michael Kehlmann und wurde ab dem 10. Juli 1974 in den regionalen Vorabendprogrammen der ARD in dreizehn Teilen ausgestrahlt.
Die Serie zeichnet eine düstere Prognose für das Jahr 2009. Als Folge von Umweltsünden der 1970er und 1980er Jahre ist die natürliche Umwelt weitgehend zerstört. Beispielsweise hat der Einsatz von Pestiziden die Pflanzen zerstört, nur die Insekten haben überlebt. Smog ist ein Dauerproblem und der Sauerstoffanteil der Luft ist auf 16 % gesunken.

## Inhalt
Im Jahre 2009 ist die Erde als Folge von Umweltsünden der 1970er und 1980er Jahre immer unbewohnbarer geworden. 18 Jahre sind vergangen seit dem Untergang der alten Welt.
Durch Versteppung, Sauerstoff- und Rohstoffmangel kämpft die Menschheit um das Überleben auf dem Planeten. Die Menschen leben verteilt auf etwa hundert Agglomerationen mit jeweils gut 60 Millionen Einwohnern, der Megalopolis, weitestgehend anspruchslos, diszipliniert und konservativ. Bislang unbewohnbare Gebiete wie der Südpol sollen durch eine neu herangezüchtete Menschengruppe, die gegen Hitze und Kälte unempfindlich ist, besiedelt werden.
Der TV-Sender Studio Telerop leistet in einer wöchentlichen Fernsehsendung Lebens- und Überlebenshilfe für die Bevölkerung.

## Hintergrund
Die Serie wurde von der Windrose Film- und Fernsehproduktions GmbH unter dem damaligen Geschäftsführer Peter von Zahn produziert. Gedreht wurde unter wissenschaftlicher Beratung in den Bavaria Studios.
Thematisch ähnlich waren die Geschichten aus der Zukunft, die von 1978 bis 1980 vom ZDF ausgestrahlt wurden.

## Episoden
1. Eisberge
2. Nichts als Sand
3. SOS - Sauerstoff
4. Rohstoffe ausverkauft
5. Gift frei Haus
6. Wilde Babies
7. Megalopolis
8. Die Rose im Müll
9. Fortschritt verboten
10. Die tödlichen Stunden
11. Eine Rasse für den Südpol
12. Hirnschaltung auf Wunsch
13. Wir dürfen in die Boote